# Panurgus pyropygus
Panurgus pyropygus är en biart som beskrevs av Heinrich Friese 1901. Panurgus pyropygus ingår i släktet fibblebin, och familjen grävbin. Inga underarter finns listade i Catalogue of Life.